# Una breve giornata di lavoro
Una breve giornata di lavoro (Krótki dzien pracy) è un film per la televisione del 1981 diretto da Krzysztof Kieślowski.